# Bestensee
Bestensee – gmina w kraju związkowym Brandenburgia, w powiecie Dahme-Spreewald, położona ok. 40 km na południowy wschód od Berlina. Gmina liczy ok. 6,6 tys. mieszkańców i ma powierzchnię ok. 38 km².
W 2003 r. do Bestensee przyłączono miejscowość Pätz wraz z ok. 750 mieszkańcami, która stała się dzielnicą gminy.

## Geografia
Gmina położona jest przy drodze krajowej B246. Niedaleko jest skrzyżowanie z drogą B179.

## Współpraca międzynarodowa
- Havixbeck, Nadrenia Północna-Westfalia
- gmina Przemęt, Polska